# ラピスセミコンダクタ
ラピスセミコンダクタ株式会社は、神奈川県横浜市港北区に本社を置く、LSI等の電子機器を主体に製造するメーカーである。前身は沖電気工業の半導体デバイス事業部門。
低消費電力技術などに強みがある。

## 概要
2008年5月に沖電気工業から半導体事業を分社し、ロームへ株式を売却することが両社間で合意された。当初は分社後の会社名を「株式会社OKIセミコンダクタ」とする予定であった。前身の沖電気工業の半導体事業として世界の半導体売上19位にランクインした実績もある。ローム傘下なので沖セミコンダクタではなくOKI（）セミコンダクタと呼ぶ。
2011年10月1日より 現在のラピスセミコンダクタに社名変更。
レガシー向けのDRAMや車載用メモリなどの専用用途向けのメモリの生産も行っている。2014年にはマイクロンによるエルピーダメモリの買収が完了したため、ラピスセミコンダクタが日本唯一のDRAMメーカーとなった。
2013年3月に、本社機能を新横浜に移転、事業再編・縮小中であった八王子事業所を閉鎖した。八王子事業所の一部は、オプティカルコンポーネント事業(OCU・光通信部品事業)とともにネオフォトニクスセミコンダクタ合同会社に売却された。

## 沿革
- 2008年10月1日 - OKIセミコンダクタ株式会社設立。同時に株式の95%の900億円をロームに譲渡
- 2011年10月1日 - ラピスセミコンダクタ株式会社に社名変更
- 2013年3月 - 本社機能を新横浜に移転、八王子事業所を閉鎖。その一部およびオプティカルコンポーネント事業(OCU)をネオフォトニクスセミコンダクタに売却
- 2020年10月1日 - 製造子会社のラピスセミコンダクタ宮崎株式会社と、ラピスセミコンダクタ宮城株式会社を吸収合併。LSI事業部門をラピステクノロジー株式会社へ新設分割。
- 2023年11月7日 - ソーラーフロンティア 国富工場の敷地と建物を取得し、ラピスセミコンダクタ宮崎第二工場としてSiCパワー半導体の主力生産拠点として、2024年に稼働[2]。

## 主力製品
- システムLSI
- ロジックLSI
- メモリLSI
- パワー半導体

## 関連会社
- ラピステクノロジー株式会社